# Lleis d'Espanya sobre privadesa
A Espanya s'han promulgat una sèrie de lleis i normes amb l'objectiu de la protecció de la privadesa i de la intimitat dels ciutadans. A continuació es descriuen les normes més importants.

## Constitució espanyola de 1978
L'Article 18.4 estableix: «La llei limitarà l'ús de la informàtica per tal de garantir l'honor i la intimitat personal i familiar dels ciutadans i el ple exercici dels seus drets.»

## Llei Orgànica 11/1998
La Llei 11/1998, «Llei General de Telecomunicacions» va ser promulgada el 24 d'abril de 1998. S'hi regulen les obligacions de servei públic, que s'imposen als explotadors de xarxes públiques i a prestadors de serveis de telecomunicacions disponibles per al públic, garantint així la protecció de l'interès general en un mercat liberalitzat. S'inclouen, entre d'altres, disposicions de les dades personals i xifrats, dirigides a garantir tècnicament els drets fonamentals constitucionalment reconeguts.

## Llei Orgànica 15/1999
La Llei Orgànica 15/1999, de «Protecció de Dades de Caràcter Personal» (LOPD), va ser promulgada el 13 de desembre de 1999, i fou publicada al BOE el 14 de desembre del mateix any. Aquesta llei és d'aplicació a totes les dades de caràcter personal, entesos com a tals «qualsevol informació referent a persones físiques identificades o identificables», que siguin susceptibles de tractament, i a tota modalitat d'ús posterior d'aquestes dades. S'aplica tant als fitxers i tractaments de dades de caràcter personal realitzats pels responsables dels fitxers de titularitat pública com privada, i s'hi recullen una sèrie de mesures d'obligat compliment per a totes les empreses i entitats públiques, que disposin de dades de caràcter personal, independentment del suport en el qual són emmagatzemats.

## Llei Orgànica 3/2018
El 21 de novembre va ser aprovat el projecte llei després de passar per les dos cambres (el 18 d'octubre fou aprovada al Congrés dels Diputats).
La llei Orgànica 3/2018, de «Protección de Datos Personales y garantía de los derechos digitales» te per objecte garantior el dret fonamental a la privadesa i protecció de les seves dades personals. També garantir els drets digitals dels ciutadans.